# Хайсинские чжурчжэни
Хайсинские чжурчжэни (кит. трад. 海西女真) — группа чжурчжэней, как идентифицировано китайцами династии Мин. Они населяли территорию, которая состоит из частей современных Цзилиня, Хэйлунцзяна, Ляонина и Внутренней Монголии в Китае.

## Этимология
Чжурчжэни Хайси — это имя, используемое китайскими династиями Хань для обозначения этой конкретной группы тунгусских людей. В записях других чжурчжэней они называются «Хулун гурун», что означает «страна или земля хулун» (китайский:扈倫). Четыре могущественных клана, которые доминировали в этом племени, называются «Четыре Хулуна» и состоят из Ула, Хойфа, Хада и Ехэ.
Чжурчжэни Хайси были одним из трех кочевых племен чжурчжэней, живших на северной границе Китая династии Мин. Два других чжурчжэня — это чжурчжэни Цзяньчжоу и дикие чжурчжэни соответственно. Хотя современное использование слова «маньчжуры» включает хайси и диких чжурчжэней, эти два племени изначально не назывались маньчжурами, поскольку слово «маньчжуры» было местным названием только чжурчжэней Цзяньчжоу.

## История
Чжурчжэни Хайси появились на северной границе Минского Китая в 1520-х годах. Ванцзи Вайлан, вождь клана Хада, получил титул пэра от династии Мин и стал вассалом китайского государства. Племянник Ванджи Вайлана Ван расширил подконтрольные ему территории и провозгласил себя ханом. Он обосновался в Хету Ала, и его также называли «Нинггута Бэйлэ». Чжурчжэни Хайси были на стороне династии Мин на протяжении всего правления Вана. Когда Вангао, вождь чжурчжэней Цзяньчжоу, начал восстание против минского Китая, чжурчжэни Хайси активно участвовали в подавлении восстания Вангао. После того, как Вангао был схвачен и казнен, Китай щедро наградил чжурчжэней Хайси.
На ранних этапах подъема империи Цин чжурчжэни Хайси играли важную и антагонистическую роль. У чжурчжэней Цзяньчжоу, которые позже стали правителями цинского Китая, были ожесточенные отношения с чжурчжэнями Хайси. В конце концов, клан Хада потерпел поражение от чжурчжэней Цзяньчжоу в 1601 году, что положило конец его независимости. Другой известный клан Ехэ дольше сопротивлялся чжурчжэням Цзяньчжоу из-за неудачных попыток заключить союз с династией Мин (поскольку и Хайси, и Мин потерпели решительное поражение от Цзяньчжоу и не смогли уравнять шансы). В 1619 году вождь Цзяньчжоу Нурхаци осадил резиденцию вождя Хайси Гинтаиси. Гинтаиси погиб во время осады, оставив известное проклятие «Даже если в моем клане останется только одна дочь, я свергну маньчжур!». Проклятие, возможно, было исполнено его прямым потомком, вдовствующей императрицей Цыси, которая узурпировала власть дома Айсинь Гьоро и стала фактической правительницей Китая. Проклятие также было исполнено вдовствующей императрицей Лунъюй, происходившей также от Гинтаиси, которая в 1911 году от имени малолетнего цинского императора Пу И подписала его отречение от престола, положив конец династии Цин.